# Nostolachma crassifolia
Nostolachma crassifolia là một loài thực vật thuộc họ Rubiaceae. Đây là loài đặc hữu của Ấn Độ.